# Lyprotemyia formicaeformis
Lyprotemyia formicaeformis är en tvåvingeart som beskrevs av Kertesz 1909. Lyprotemyia formicaeformis ingår i släktet Lyprotemyia och familjen vapenflugor.
Artens utbredningsområde är Peru. Inga underarter finns listade i Catalogue of Life.